# Антонов, Владимир Иванович (бригадир)
Владимир Иванович Антонов — бригадир судосборщиков Адмиралтейского завода, лауреат Государственной премии СССР за выдающиеся достижения в труде (1976).

## Биография
Родился в 1933 году в Ленинграде в семье судостроителей.
Окончил Ленинградское ремесленное училище № 1 в 1950 году.
В 1950—1958 — судосборщик Адмиралтейского завода (1952—1955 служба в армии).
В 1958—1978 — бригадир судосборщиков цеха № 9 Адмиралтейского завода.
В 1978—1998 — мастер-наставник СГПТУ-25 города Ленинграда/Санкт-Петербурга.
Участвовал в строительстве многих судов, в том числе первого в мире атомного ледокола «Ленин». 
Бригада Антонова одной из первых включилась в соревнование под девизом «Пятидневное задание — за четыре дня!» и добилась устойчивого, систематического опережения графика. За короткий срок в бригаде подали и внедрили около 30 рационализаторских предложений, которые сберегли время и труд, обеспечили экономический эффект 65 тысяч рублей. В. И. Антонов за одно из предложений был удостоен бронзовой медали ВДНХ СССР.
За совершенствование трудовых процессов, расширения зон обслуживания, совмещения профессий, внедрения передовых методов труда был в составе коллектива удостоен Государственной премии СССР за выдающиеся достижения в труде 1976 года.
Член КПСС с 1964 года. Депутат Ленсовета.
Жил в Санкт-Петербурге.

## Награды
- Орден Трудового Красного Знамени
- Медаль За трудовую доблесть (дважды)
- Бронзовая медаль ВДНХ